# 屯門—南昌全日通

屯門－南昌全日通（智能車票）八達通產品

屯門－南昌全日通（英語：Tuen Mun-Nam Cheong Day Pass，前身為西鐵綫全日通，2007年12月2日兩鐵合併前曾稱為西鐵自悠通、西鐵節日通）是香港港鐵為推廣乘搭屯馬綫（屯門至南昌各站）而推出的車票，已先後在2025年8月1日停止發售，及於同年8月16日全面停止使用。
車票設計以白色和紫紅色為主，車票中間印有青松觀、香港濕地公園和荃灣如心廣場。登車證（已於2019年1月2日起停止獲發）上印有購買車站及日期的蓋章以作識別，推廣期延長至2025年7月31日。
由於西鐵綫已於2009年8月16日伸延至紅磡站，原西鐵綫全日通已更改名稱為屯門－南昌全日通，同時港鐵接駁巴士K16綫取消免費轉乘，使用範圍變相由尖東站縮短至南昌站。
智能車票版本的「屯門－南昌全日通」已於2013年11月25日在部分車站發售，並於同年12月12日在全綫車站發售；因此「屯門－南昌全日通」車票成為了港鐵首個全面轉用智能車票的票種；此外，由於港鐵巴士已於2018年10月至12月期間更換八達通收費器（可接受智能車票），而輕鐵亦已於2018年11月7日起陸續更換八達通收費器，「屯門－南昌全日通」已於2019年1月2日起取消派發紙製登車證，至2025年8月「屯門－南昌全日通」被取消為止。

## 用途
「屯門－南昌全日通」可以在購票或換取車票後當天無限次乘搭屯馬綫（屯門站至南昌站）、輕鐵和港鐵巴士。

## 注意事項
- 乘客不可享有其他港鐵轉乘優惠及／或港鐵特惠站。
- 「屯門－南昌全日通」只可以在屯馬綫（屯門站至南昌站）使用，並不能於屯馬綫（屯門站至南昌站）以外車站出閘或入閘。乘客如須來往港鐵其他車站（包括屯馬綫柯士甸至烏溪沙各站），請於美孚站或南昌站出閘，另行使用其他車票（如：八達通）繼續餘下車程，否則須到該站客務中心，為額外車程繳付所屬單程票車費，領取出閘車票。
- 「屯門－南昌全日通」的交回10張免費換1張的安排，只適用於2013年11月25日起發出的屯門－南昌全日通（白色）智能車票，不適用於2009年8月15日或以前發出的「西鐵節日通」／「西鐵自悠通」（綠色）車票、「西鐵綫全日通」（紫色）車票，以及2009年8月16日起發出的屯門－南昌全日通（啡色）磁帶車票。
- 使用「屯門－南昌全日通」乘搭輕鐵時，只須持有當日有效車票即可登車，遇到查票職員時出示車票檢查即可，非即日全日通會被視作無票乘車，並須繳付附加費HK$370；而乘搭港鐵巴士（新界西北）時，於上車時必須將當日「車票」輕觸八達通收費器。
- 乘客可於任何港鐵客務中心、自助客務機、售票增值機（設於堅尼地城站、香港大學站、西營盤站、金鐘站（近E出口）、海洋公園站、黃竹坑站、利東站、海怡半島站、黃埔站、何文田站、旺角站、九龍塘站、鑽石山站（屯馬綫大堂）、會展站、紅磡站、土瓜灣站、宋皇臺站、啟德站及顯徑站）或八達通查閱機，查閱屯門－南昌全日通之有效期。
- 香港政府的交通費補貼計劃適用於「屯門－南昌全日通」。

## 售價
「屯門－南昌全日通」售價為HK$30，只限於全日通指定的港鐵車站 (屯門、兆康、朗屏、元朗、錦上路、荃灣西及美孚站) 內非付費區的客務中心發售，只接受現金。天水圍及南昌站客務中心接受現金、八達通、二維碼電子錢包或信用卡付款。值得留意的是，全日通的售價比兩程來往屯門和南昌站的車費相對便宜。
乘客憑10張已過期的「屯門－南昌全日通」白色智能車票可免費換取當天有效的「屯門－南昌全日通」1張。此項優惠代表付HK$300即可擁有11張車票，單價接近HK$27.3。九鐵車票及港鐵磁帶車票已被視為無效車票，乘客不能換領當天有效全日通。

## 過往多年的名稱及售價
| 日期           | 日期          | 車票名稱         | 售價  |
| 開始           | 結束          | 車票名稱         | 售價  |
| -------------- | ------------- | ---------------- | ----- |
| 2004年12月20日 | 2005年8月31日 | 西鐵節日通       | HK$20 |
| 2005年9月1日   | 2007年12月1日 | 西鐵自悠通       | HK$20 |
| 2007年12月2日  | 2009年8月15日 | 西鐵綫全日通     | HK$20 |
| 2009年8月16日  | 2010年6月30日 | 屯門－南昌全日通 | HK$20 |
| 2010年7月1日   | 2011年6月30日 | 屯門－南昌全日通 | HK$21 |
| 2011年7月1日   | 2012年6月30日 | 屯門－南昌全日通 | HK$22 |
| 2012年7月1日   | 2013年6月30日 | 屯門－南昌全日通 | HK$23 |
| 2013年7月1日   | 2014年6月30日 | 屯門－南昌全日通 | HK$24 |
| 2014年7月1日   | 2015年6月30日 | 屯門－南昌全日通 | HK$25 |
| 2015年7月1日   | 2016年6月30日 | 屯門－南昌全日通 | HK$26 |
| 2016年7月1日   | 2019年1月1日  | 屯門－南昌全日通 | HK$27 |
| 2019年1月2日   | 2023年6月30日 | 屯門－南昌全日通 | HK$28 |
| 2023年7月1日   | 2024年6月29日 | 屯門－南昌全日通 | HK$29 |
| 2024年6月30日  | 2025年7月31日 | 屯門－南昌全日通 | HK$30 |

## 性質
與「遊客全日通」等不同的是，「屯門－南昌全日通」沒有限制購票人士身份，而購買乘客亦多為香港居民，包括一些並非恆常地來往市區的新界西北區居民及本地遊客。根據港鐵的《車票發出條件》，「屯門－南昌全日通」乃屬於《車票發出條件》第二部第2.8條之界定的「多程車票」。
自2008年9月28日起，因「遊客全日通」及「機場快綫旅遊票」等「遊客車票」均不能再無限次乘搭輕鐵和港鐵巴士，因此須改用「西鐵綫全日通」才可無限次乘搭輕鐵和港鐵巴士，變相使更多外地遊客需要購買「西鐵綫全日通」及之後的「屯門－南昌全日通」遊覽新界西北景點。因此「屯門－南昌全日通」在本質上應被歸類屬輔助性遊客車票。
但在2009年10月1日及2019年1月2日起，由於遊客全日通分別能無限次乘搭輕鐵和港鐵巴士；而機場快綫旅遊票亦於2009年10月1日起能無限次乘搭輕鐵和港鐵巴士（新界西北），因此「屯門－南昌全日通」作為輔助性遊客車票的地位已逐漸失去，變回一般推廣車票，直至2025年8月被取消。

## 歷史
- 2003年8月1日，九廣鐵路宣佈於同年12月20日通車的西鐵全線票價九折及首年往返市區及新界車程額外九折。
- 2004年7月21日，九廣鐵路推出「西鐵學生全日通」，此優惠車票只限12至25歲的全日制學生使用，購買時要出示學生證以證明身分。學生全日通適用於購票當日無限次乘搭西鐵，另附一張硬卡乘車證（適用於輕鐵、新界西北的九鐵巴士、東鐵接駁巴士K16線及專線小巴95K線），售價為HK$18，車票是由舊東鐵車票加貼「西鐵學生全日通」字樣貼紙而成。當時西鐵通車不足一年，暑假期間因為失去了學生乘客，九鐵為讓學生乘搭西鐵，遂同日推出此項優惠及「西鐵全月通」。
- 2004年8月22日，「西鐵學生全日通」新增免費轉乘新巴701及702線（使用八達通卡免費轉乘亦於當日起實施）。
- 2004年9月1日，因學生暑假結束，「西鐵學生全日通」停止發售。
- 2004年12月20日，九鐵推出「西鐵節日通」。節日通包含一張綠色背景磁卡車票及一張乘車證，適用範圍與「西鐵學生全日通」相同（購票當日無限次乘搭西鐵、輕鐵、新界西北的九鐵巴士、東鐵接駁巴士K16線、新巴701及702線、及專線小巴95K線）。節日通每張售價為HK$20，亦設有以10張過期節日通換取新1張節日通的優惠。節日通曾推出不同版本，包括：紫色、普通（藍色）、大吉大利（黃色）。節日通最初的發售期限至2005年2月20日，由於此票受不少乘客歡迎，九鐵多次延長推廣期。此舉是為了增加西鐵客量及加強優惠的彈性，並於同日起取代西鐵往返市區及新界車程額外九折優惠。
- 2005年2月1日，「西鐵節日通」新增免費轉乘專線小巴81K線（使用八達通卡免費轉乘亦於當日起實施）。
- 2005年9月1日，九鐵把「西鐵節日通」更名為「西鐵自悠通」（West Rail Discovery Pass），售價、發售地點及使用範圍維持不變。
- 2007年1月1日起，「西鐵自悠通」取消了免費搭乘新巴701及702線及專線小巴81K及95K線的優惠（原有八達通卡或西鐵全月通免費轉乘仍然繼續）。
- 2007年12月2日，為配合兩鐵合併，「西鐵自悠通」由港鐵的「西鐵綫全日通」取代，而售價、發售地點及使用範圍維持不變。
- 2008年9月28日，為配合九龍塘站、美孚站及南昌站轉綫閘機陸續被拆除，西鐵綫全日通的使用條款略有修改。
- 2009年8月16日，為配合九龍南綫啟用，「西鐵綫全日通」更名為屯門－南昌全日通，售價、發售地點及使用範圍維持不變，惟港鐵接駁巴士K16線的轉乘優惠取消。
- 2009年12月1日，屯門－南昌全日通的交回10張免費換1張的新安排，只適用於本年8月16日起發出的屯門－南昌全日通（啡色）車票，不再接受2004年12月20日至2007年12月1日發出的西鐵節日通／自悠通（綠色）車票，以及2007年12月2日至本年8月15日發出的西鐵線全日通（紫色）車票。
- 2010年7月1日，「屯門－南昌全日通」調整售價，由HK$20調整至HK$21。屆時乘客憑10張已過期的「屯門－南昌全日通」可免費換取當天有效的「屯門－南昌全日通」1張。此項優惠代表付HK$210即可擁有11張車票，單價接近HK$19。
- 2011年7月1日，「屯門－南昌全日通」調整售價，由HK$21調整至HK$22。屆時乘客憑10張已過期的「屯門－南昌全日通」可免費換取當天有效的「屯門－南昌全日通」1張。此項優惠代表付HK$220即可擁有11張車票，單價接近HK$20。
- 2012年7月1日，「屯門－南昌全日通」調整售價，由HK$22調整至HK$23。屆時乘客憑10張已過期的「屯門－南昌全日通」可免費換取當天有效的「屯門－南昌全日通」1張。此項優惠代表付HK$230即可擁有11張車票，單價接近HK$20.9。
- 2013年7月1日，「屯門－南昌全日通」調整售價，由HK$23調整至HK$24。屆時乘客憑10張已過期的「屯門－南昌全日通」可免費換取當天有效的「屯門－南昌全日通」1張。此項優惠代表付HK$240即可擁有11張車票，單價接近HK$21.8。
- 2013年8月28日，港鐵宣佈，於2013年10月起，逐個車站改以智能車票代替相關技術已過時的磁帶車票[4]，而該智能車票亦應用於屯門－南昌全日通，於2013年11月25日起陸續轉用。設計則改用白色和紫紅色為主，車票中間印有青松觀、香港濕地公園和荃灣如心廣場，以及西鐵綫的代表色[5]。由於要配合港鐵巴士車上的八達通收費器的更換以配合智能車票，因此轉用智能車票初期，購買屯門－南昌全日通時仍會連同車票獲派登車證。待有關八達通收費器更換完成後，屆時便會取消派發登車證，乘搭港鐵巴士（新界西北）的乘客使用本票時，上車時只須在八達通收費器拍下便可，而乘搭輕鐵時，若客運助理要求查票時，只須出示相關車票便可，乘搭西鐵綫往來適用車站時，使用方式為「拍票入閘．插票出閘」（出閘時請取回車票）（當車票使用「拍票出閘」的形式使用，插票口的提示燈會閃爍，提示乘客須以「插票出閘」的形式使用）。而車票的有效期可於各港鐵車站（機場快線除外）的「八達通查閱機」查閱。
- 2013年11月25日，智能車票版本的「屯門－南昌全日通」已於2013年11月25日起在2個已發售智能單程車票的車站發售，其後於改為發售智能單程車票的車站當日，「屯門－南昌全日通」亦同時發售智能車票版本。
- 2013年12月12日，隨著荃灣西站開始發售智能車票，「屯門－南昌全日通」已全面發售智能車票版本，而磁帶車票版本的「屯門－南昌全日通」亦於同日起停售。
- 2014年7月1日，「屯門－南昌全日通」調整售價，由HK$24調整至HK$25。屆時乘客憑10張已過期的「屯門－南昌全日通」可免費換取當天有效的「屯門－南昌全日通」1張。此項優惠代表付HK$250即可擁有11張車票，單價接近HK$22.7。
- 2015年7月1日，「屯門－南昌全日通」調整售價，由HK$25調整至HK$26。屆時乘客憑10張已過期的「屯門－南昌全日通」可免費換取當天有效的「屯門－南昌全日通」1張。此項優惠代表付HK$260即可擁有11張車票，單價接近HK$23.6。
- 2016年7月1日，「屯門－南昌全日通」調整售價，由HK$26調整至HK$27。屆時乘客憑10張已過期的「屯門－南昌全日通」可免費換取當天有效的「屯門－南昌全日通」1張。此項優惠代表付HK$270即可擁有11張車票，單價接近HK$24.5。
- 2019年1月2日，「屯門－南昌全日通」調整售價，由HK$27調整至HK$28。屆時乘客憑10張已過期的「屯門－南昌全日通」可免費換取當天有效的「屯門－南昌全日通」1張。此項優惠代表付HK$280即可擁有11張車票，單價接近HK$25.4。另外，由當日起購買「屯門－南昌全日通」將不再派發登車證。乘客乘搭輕鐵時，只需隨身攜帶有效「屯門－南昌全日通」車票，港鐵職員會在查票時會將車票以「讀晶片」形式查驗車票；而乘搭港鐵巴士（新界西北）時，則必須於上車時將有效「屯門－南昌全日通」車票於上車時將車票輕觸八達通收費器。
- 2020年2月20日及3月26日：因應2019新型冠狀病毒疫情，「屯門－南昌全日通」兩度延遲調整售價共8個多月，直至翌年1月2日才調整售價。
- 2020年11月25日：因應2019新型冠狀病毒疫情，「屯門－南昌全日通」延遲調整售價多6個月，直至翌年7月1日才調整售價。
- 2021年3月29日，因應2019新型冠狀病毒疫情仍然持續，「屯門－南昌全日通」售價在同年7月1日之後維持不變，即HK$28。
- 2021年8月1日，由當日起使用「屯門－南昌全日通」乘搭輕鐵時，必須於入站時將有效「屯門－南昌全日通」車票輕觸於登車站的「入站收費器」，及於下車後將車票輕觸於下車站的「出站收費器」確認出站。
- 2021年9月25日：因應港鐵巴士K52A綫開辦，全程收費（即往來曾咀）為原有港鐵巴士路線之2倍，「屯門－南昌全日通」仍可免費轉乘該路線全程，來往曾咀的乘客程序如下：
  - 往曾咀方向，於上車時拍票，當抵達曾咀總站後，落車時須將該車票再拍一次設於巴士站的收費器；
  - 於曾咀登車往屯門站方向，則須在上車前先將該車票拍一次設於巴士站的收費器，然後再將該車票拍一次巴士上的收費器。
- 2023年7月1日，「屯門－南昌全日通」調整售價，由HK$28調整至HK$29。屆時乘客憑10張已過期的「屯門－南昌全日通」可免費換取當天有效的「屯門－南昌全日通」1張。此項優惠代表付HK$290即可擁有11張車票，單價接近HK$26.4。
- 2024年6月30日，「屯門－南昌全日通」調整售價，由HK$29調整至HK$30。屆時乘客憑10張已過期的「屯門－南昌全日通」可免費換取當天有效的「屯門－南昌全日通」1張。此項優惠代表付HK$300即可擁有11張車票，單價接近HK$27.3。
- 2025年8月1日，「屯門－南昌全日通」優惠期結束。憑10張已過期的「屯門－南昌全日通」可免費換取當天有效的「屯門－南昌全日通」安排可於同年8月15日或之前換取。

## 軼事
兩鐵合併初期，部份「西鐵綫全日通」磁帶車票（批號4MW）出現印刷錯誤，於票中的列車車身尚印有細小的九廣鐵路標誌，但港鐵沒有完全回收，直至轉換為「屯門－南昌全日通」之前，仍可於客務中心購買到。

## 註解
1. 1 2  K73P線（已停辦）除外
2. ↑  現時來往兩站的單程票車費為$18.5
3. ↑  同屬「多程車票」的還包括「落馬洲週票」及「迪士尼綫全日通」（兩者均已停止發售）；以及港鐵都會票。
4. ↑  港鐵單程車票「聰明」了，港鐵新聞稿，2013年8月28日
5. ↑  港鐵新車票設計 （页面存档备份，存于），MTR Service Update，Twipic